# Zatrephes dichroma
Zatrephes dichroma är en fjärilsart som beskrevs av De Toulgoët 1989. Zatrephes dichroma ingår i släktet Zatrephes och familjen björnspinnare. Inga underarter finns listade i Catalogue of Life.